# 柳井警察署
柳井警察署（やないけいさつしょ）は、山口県警察が管轄する警察署の一つである。

## 所在地
- 山口県柳井市南町2丁目4番18号

## 管轄区域
- 山口県柳井市
- 山口県大島郡周防大島町
- 山口県熊毛郡上関町
- 山口県熊毛郡田布施町
- 山口県熊毛郡平生町

## 沿革
- 1877年4月22日 岩国警察署柳井分署を設置。
- 1896年4月1日 柳井警察署に改称。
- 1948年3月 柳井町警察署と玖珂南地区警察署に分離。
- 1951年10月 柳井町警察署・由宇町警察署を玖珂南地区警察署に統合。
- 1954年5月1日 大島郡平郡村が柳井市（当時）に編入合併されたため、大島地区警察署から同区域を移管。
- 1954年7月1日 柳井警察署に改称。
- 1956年7月20日 熊毛郡阿月村が柳井市（当時）に編入合併されたため、平生警察署から同区域を移管。
- 1956年9月30日 熊毛郡伊保庄村が柳井市（当時）に編入合併されたため、平生警察署から同区域を移管。
- 2006年4月1日 岩国市由宇地域を岩国警察署へ移管。
- 2009年4月1日 大島警察署・平生警察署を統合。それに伴い、周防大島幹部交番・平生幹部交番を設置。安下庄交番を安下庄駐在所に変更。

## 幹部交番
（）の中は所在地。

### 周防大島町
- 周防大島幹部交番（大島郡周防大島町大字久賀5066-8） - 周防大島地域安全センター併設

### 平生町
- 平生幹部交番（熊毛郡平生町大字平生町197-18）

## 交番
（）の中は所在地。

### 柳井市
- 柳井駅前交番（柳井市中央2丁目18-17）

### 周防大島町
- 小松交番（大島郡周防大島町大字小松209-8）

### 田布施町
- 田布施交番（熊毛郡田布施町大字下田布施969）

## 駐在所
（）の中は所在地。

### 柳井市
- 柳井港駐在所（柳井市柳井972-1）
- 日積駐在所（柳井市日積4146-12）
- 伊陸駐在所（柳井市伊陸6052-10）
- 伊保庄駐在所（柳井市伊保庄4472）
- 阿月駐在所（柳井市阿月1684-1）
- 平郡駐在所（柳井市平郡2529-4）
- 大畠駅前駐在所（柳井市神代東瀬戸4183-38）

### 周防大島町
- 安下庄駐在所（大島郡周防大島町大字西安下庄23-4）
- 森野駐在所（大島郡周防大島町大字平野1484-2）
- 蒲野駐在所（大島郡周防大島町大字東三蒲740-1）
- 油田駐在所（大島郡周防大島町大字伊保田1373-1）
- 外入駐在所（大島郡周防大島町大字外入2228-1）
- 沖家室駐在所（大島郡周防大島町大字沖家室島535-4）
- 戸田駐在所（大島郡周防大島町大字戸田1919-1）

### 上関町
- 上関駐在所（熊毛郡上関町大字長島583-21）
- 室津駐在所（熊毛郡上関町大字室津1785-1）
- 祝島駐在所（熊毛郡上関町大字祝島184-4）

### 田布施町
- 城南駐在所（熊毛郡田布施町大字宿井城南1073-2）
- 麻郷（おごう）駐在所（熊毛郡田布施町大字麻郷2270-2）
- 麻里府駐在所（熊毛郡田布施町大字麻郷3623-9）

### 平生町
- 佐賀駐在所（熊毛郡平生町大字佐賀1532-3）

## 警察官連絡所
（）の中は所在地。
- 馬皿連絡所（柳井市柳井）
- 新庄連絡所（柳井市新庄）
- 余田連絡所（柳井市余田）